# Ehsan Alikhani
 (février 2023).
Ehsan Alikhani (né le 6 novembre 1982 à Téhéran) est un présentateur, producteur, réalisateur et assistant réalisateur iranien,,,.

## Biographie
Il est diplômé du business administration de l'université de Téhéran. Le premier programme en direct auquel il a participé en tant que présentateur remonte à 2001. Il a joué dans des programmes notables tels que The Morning Came, Mah-e Asal, Three Stars, Orange Spring, et New Era. Il est apparu pour la première fois devant la caméra en tant que présentateur de l'émission télévisée Iranian Boys et après avoir interprété Tide, il est devenu popularisé avec le programme Mah-e Asal. 
En date de 2022, il travaille à la télévision en tant que réalisateur, producteur, et animateur, d'une émission de talents intitulée New Era, dont deux saisons ont été réalisées et diffusées. Alikhani a l'expérience d'investir dans la production de films tels que No Date, No Signature et The Last Snow, l'idée du premier venant des frères Jalilvand (Vahid Jalilvand et Ali Jalilvand) et le second étant produit par Hassan Mostafavi, directeur de production de la deuxième saison de Shahrzad.

### Début d'activité
Il commence sa carrière dans le bureau d'un cinéaste en tant que membre de l'équipe de plateau et assistant réalisateur, puis se tourne vers la télévision et réalise des publicités, des bandes-annonces et des documentaires. Il est apparu devant la caméra pour la première fois dans l'émission télévisée Iranian Boys en tant que présentateur, et après avoir interprété l'émission Tide, il se popularise avec Honeymoon.

### Acteur
Il a été à la fois acteur et assistant réalisateur dans la série Unknown Cases réalisée par Jamal Shoorjeh. Il explique : « j'avais un très mauvais rôle et - dans le rôle d'un vendeur - j'étais accro au premier rôle de la série dans le parc. »